# Spoorlijn Ruhrort alter Hafen - Ruhrort neuer Hafen
De spoorlijn Ruhrort alter Hafen - Ruhrort neuer Hafen was een Duitse spoorlijn en was als spoorlijn 3 onder beheer van DB Netze.

## Geschiedenis
Het traject werd door de Cöln-Mindener Eisenbahn-Gesellschaft (CME) geopend op 14 oktober 1848. De lijn is alleen in gebruik geweest voor goederenvervoer en gesloten in 1950.

## Aansluitingen
In de volgende plaatsen was er een aansluiting op de volgende spoorlijnen:
Duisburg-Ruhort Hafen
DB 2206, spoorlijn tussen Wanne-Eickel - Duisburg-Ruhrort
DB 2274, spoorlijn tussen Oberhausen en Duisburg-Ruhrort
DB 2300, spoorlijn tussen Duisburg-Ruhrort en Essen
DB 2301, spoorlijn tussen Duisburg-Ruhrort Hafen en Duisburg-Meiderich Süd